# WAMP
Akronim WAMP označuje skupek odprtokodne programske opreme, ki teče na najbolj razširjenem operacijskem sistemu Windows in skupaj z njim tvori popolnoma delujoč spletni strežnik, ki je sposoben gostiti dinamične spletne strani. Paket sestavljajo:
- Windows, kot operacijski sistem,
- Apache, kot spletni strežnik,
- MySQL, kot strežnik podatkovne baze,
- PHP kot skriptni jezik.